# ヘルマン・ヤドロフケル
ヘルマン・ヤドロフケル（Herman Jadlowker, 1877年7月10日 - 1953年5月13日）は、リガ市出身ロシアのテノール歌手、クラシック音楽家。彼の録音作品は蓄音機時代のクラシック音楽の古典とされており、イドメネオやセビリアの理髪師の録音は名作とされ、特にニューヨークでメトロポリタン歌劇場に短期間在籍していたときのオペラ演奏が評価されている。

## 来歴
父親からの強制から逃れるために、ヤドロフケルは15歳で家出し、ウィーンに旅し、そこでヨーゼフ・ゲンスバッハーと古典的な歌を学ぶ。 1899年（一部の情報筋によると1897年）、ケルンのクロイツァーのグラナダの夜営でオペラデビューを果たした。ドイツのヴィルヘルム2世 (ドイツ皇帝)は彼の話を聞いて感銘を受け、ベルリンのロイヤルオペラでテナーに5年間の契約を申し出た。ヤドロフは、彼のキャリアの過程で、シュトゥットガルト、ハンブルク、アムステルダム、ウィーン、レンベルグ、プラハ、ブダペスト、ボストンでも歌った。
1910年と1912年に、ヤドロフはニューヨークメトロポリタンオペラハウスに出演した 。
第一次世界大戦の勃発前にヨーロッパに戻り、ドイツの多くの都市でオペラのキャリアを続けた。 1920年代、コンサートで歌い、1929年には、リガのシナゴーグのチーフカンター(ハッザーン)に選ばれた。その後、リガ音楽院で教師になり、1938年に妻と一緒にパレスチナに移住した。エルサレムとテルアビブでも教職に就き、75歳で亡くなった。

## 音楽性
ヤドロフの声色は、並外れて柔軟性のある暗い色合いの、叙情的で劇的なテノールの声とされた。彼の機敏なボーカルテクニックにより、驚くほど簡単かつ正確に歌うことができた（ただし、彼の声の基本的な音色は甘くも魅惑的でもなかったとされる）。
1907年から、20年間にわたってヨーロッパとアメリカで多数のレコードを作成した。モーツァルト、オーバー、ヴェルディ、ロッシーニ、ワーグナーなどの多様な作曲家によるアリアを含むこれらの録音のほとんどはCDで聞くことができる。